# Émile Bruneau
Émile Bruneau (Hyon, Mons, 22 de gener de 1912 - 6 de juliol de 1993) fou un ciclista belga, professional des del 1932 fins al 1939 i de 1945 fins al 1953. Va combinar tant el ciclisme en pista com la ruta.

## Palmarès
- 1932
  - 1r a la Lilla-Brussel·les-Lilla
  - 1r a la Lilla-París-Lilla
  - 1r a la París-Valenciennes
  - 1r a la París-Somain
- 1933
  - 1r a la París-Valenciennes
- 1934
  - 1r a la París-Valenciennes
  - 1r a la Nantes-Saint Nazaire-Nantes
  - 1r al Circuit de l'Allier
  - Vencedor d'una etapa a la París-Saint-Etienne
- 1935
  - 1r a la París-Boulogne sur Mer
- 1937
  - 1r a la París-Saint-Etienne
- 1939
  - 1r al Circuit des Deux-Sèvres i vencedor de 2 etapes
  - 1r al Circuit de Vendée i vencedor d'una etapa
  - 1r al Circuit Chalaisien
- 1948
  - 1r als Sis dies de Nova York (amb Louis Saen)
  - 1r als Sis dies de Washington (amb Arne Werner Pedersen)